# Gianuario Carta
Gianuario (Ariuccio) Carta (Bitti, 1 de enero de 1931-Cagliari, 14 de febrero de 2017) fue un político italiano y uno de los exponentes de la Democracia Cristiana (DC).
Después de ser abogado y presidente de la orden de abogados en la provincia de Nuoro, fue diputado y senador y también ministro de la Marina Mercante de 1983 a 1986.
Murió en Cagliari en 2017.

## Ámbito político
- Diputado de 1968 a 1983
- Senador de 1983 a 1992
- Ministro de la Marina Mercante  de 1983 a 1986